# Paris thibetica
Paris thibetica är en nysrotsväxtart som beskrevs av Adrien René Franchet. Paris thibetica ingår i släktet ormbärssläktet, och familjen nysrotsväxter.

## Underarter
Arten delas in i följande underarter:
- P. t. apetala
- P. t. thibetica

## Bildgalleri

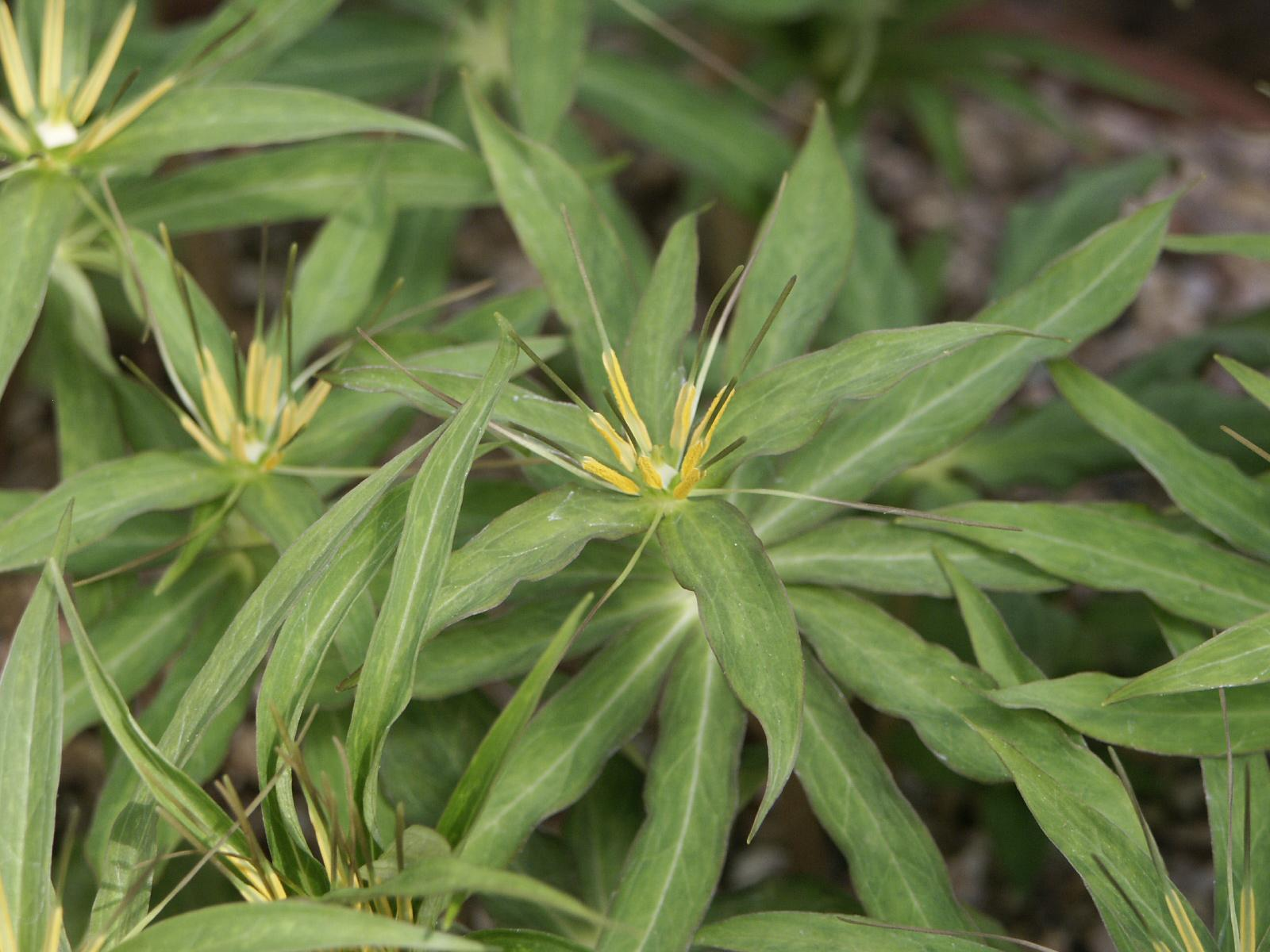